# Manjaro Linux
Manjaro Linux /mənˈdʒɑːroʊ lɪnəks/, noto anche come Manjaro, è una distribuzione basata su Arch Linux, che supporta ufficialmente gli ambienti desktop Xfce, KDE Plasma o GNOME.

## Caratteristiche
Manjaro Linux è basata su Arch Linux, ma utilizza dei repository propri. La distribuzione si propone di essere facile da usare, pur mantenendo la base di Arch, in particolare il gestore dei pacchetti Pacman e la compatibilità con gli Arch User Repository (AUR). Le principali differenze tra Manjaro e Arch sono le seguenti:
- Manjaro offre dei supporti di installazione che predispongono una prima installazione completa (ad esempio, con l'ambiente grafico Plasma o Xfce preconfigurato); di contro, Arch Linux offre un'installazione minimale, lasciando all'utente la responsabilità di configurare il proprio sistema nel dettaglio. Offre versioni live-cd e nel 2015 è stato introdotto un nuovo installer denominato Calamares.

- Manjaro offre dei tool di autorilevamento e autoconfigurazione dell'hardware[4]. Ad esempio, in fase di installazione, rileva la scheda video usata e installa i driver appropriati.

- Così come Arch Linux, Manjaro è una distribuzione rolling release, quindi i pacchetti sono aggiornati molto frequentemente con le ultime versioni del software. Questo aggiornamento in Arch Linux potrebbe richiedere delle riconfigurazioni manuali del software. In Manjaro in generale la riconfigurazione è eseguita automaticamente all'atto dell'aggiornamento, grazie ad appositi script.

- Requisiti di sistema minimi raccomandati: 2GB di RAM, processore dual core da 1 GHz, 30 GB di spazio libero su disco fisso, scheda grafica e monitor in HD.

- Quasi tutti i pacchetti di Manjaro derivano da Arch Linux. L'aggiornamento dei pacchetti di Manjaro è ritardato di qualche giorno, per permettere di evidenziare l'insorgere di problemi, ed assicurare una maggiore stabilità del sistema. Fanno eccezione i pacchetti con correzioni di problemi di sicurezza, che sono rilasciati immediatamente.

- Manjaro supporta molteplici versioni del kernel Linux, e offre dei tool grafici per installare una o più versioni del kernel, a scelta dell'utente.

## Versioni
La versione attuale di Manjaro è la 23.1, rilasciata il 15 dicembre 2023 con la versione 23.1.0. Essendo una distribuzione rolling release, gli aggiornamenti avvengono con continuità, mediamente ogni una o due settimane; pertanto, una volta compiuta la prima installazione, non è necessario passare a nuove versioni della distribuzione.
Xfce, KDE Plasma e GNOME sono gli ambienti desktop ufficiali. Le versioni create e supportate dalla comunità includono: E17, MATE, LXDE/LXQt, Plasma/Razor-qt (sviluppato da Manjaro Turchia), JWM, Openbox e Fluxbox, Deepin, Budgie, Cinnamon, i3 Window Manager, Sway WM (questi ultimi due solo per esperti).
| Versioni | Data di rilascio |
| -------- | ---------------- |
| 0.1      | 2011             |
| 0.8      | 2012-08-20       |
| 0.8.1    | 2012-09-21       |
| 0.8.2    | 2012-11-10       |
| 0.8.3    | 2012-12-24       |
| 0.8.4    | 2013-02-25       |
| 0.8.5    | 2013-04-11       |
| 0.8.6    | 2013-06-02       |
| 0.8.7    | 2013-08-28       |
| 0.8.8    | 2013-11-24       |
| 0.8.9    | 2014-02-23       |
| 0.8.10   | 2014-06-09       |
| 0.8.11   | 2014-12-01       |
| 0.8.12   | 2015-02-06       |
| 0.8.13   | 2015-06-14       |
| 15.09    | 2015-09-27       |
| 15.12    | 2015-12-22       |
| 16.06    | 2016-06-06       |
| 16.08    | 2016-09-01       |
| 16.10    | 2016-10-31       |
| 17.0     | 2017-03-07       |
| 17.1     | 2017-12-31       |
| 18.0     | 2018-10-30       |
| 18.1     | 2019-09-12       |
| 19.0     | 2020-02-25       |
| 20.0     | 2020-04-26       |
| 21.0     | 2021-03-23       |
| 21.3     | 2022-06-18       |
| 22.0     | 2022-09-12       |
| 23.0     | 2023-09-05       |

## Relazioni con Arch Linux
La differenza principale riguarda le repository. In particolare, Manjaro fa uso di tre diversi set:
- Unstable: il set più aggiornato di pacchetti (circa tre giorni dietro Arch Linux)
- Testing: i pacchetti di tipo Unstable dopo essere stati testati dagli utenti
- Stable: i pacchetti considerati stabili dal team di sviluppo (possono passare settimane)